# Gare de Nagyszentjános
La gare de Nagyszentjános (en hongrois : Nagyszentjános vasútállomás) est une halte ferroviaire hongroise, située à Nagyszentjános.